# یورن لت
یورن لِـت (دانمارکی: Jørgen Leth؛ تلفظ دانمارکی: [jɶɐ̯n̩]؛ زادهٔ ۱۴ ژوئن ۱۹۳۷) کارگردان فیلم، شاعر، نویسنده، فیلم‌نامه‌نویس، و روزنامه‌نگار اهل دانمارک است. وی از سال ۱۹۶۲ میلادی تاکنون مشغول فعالیت بوده‌است.
از فیلم‌ها یا مجموعه‌های تلویزیونی که وی در آن‌ها نقش داشته‌است، می‌توان به پنج مانع اشاره نمود.